# Pudliszki

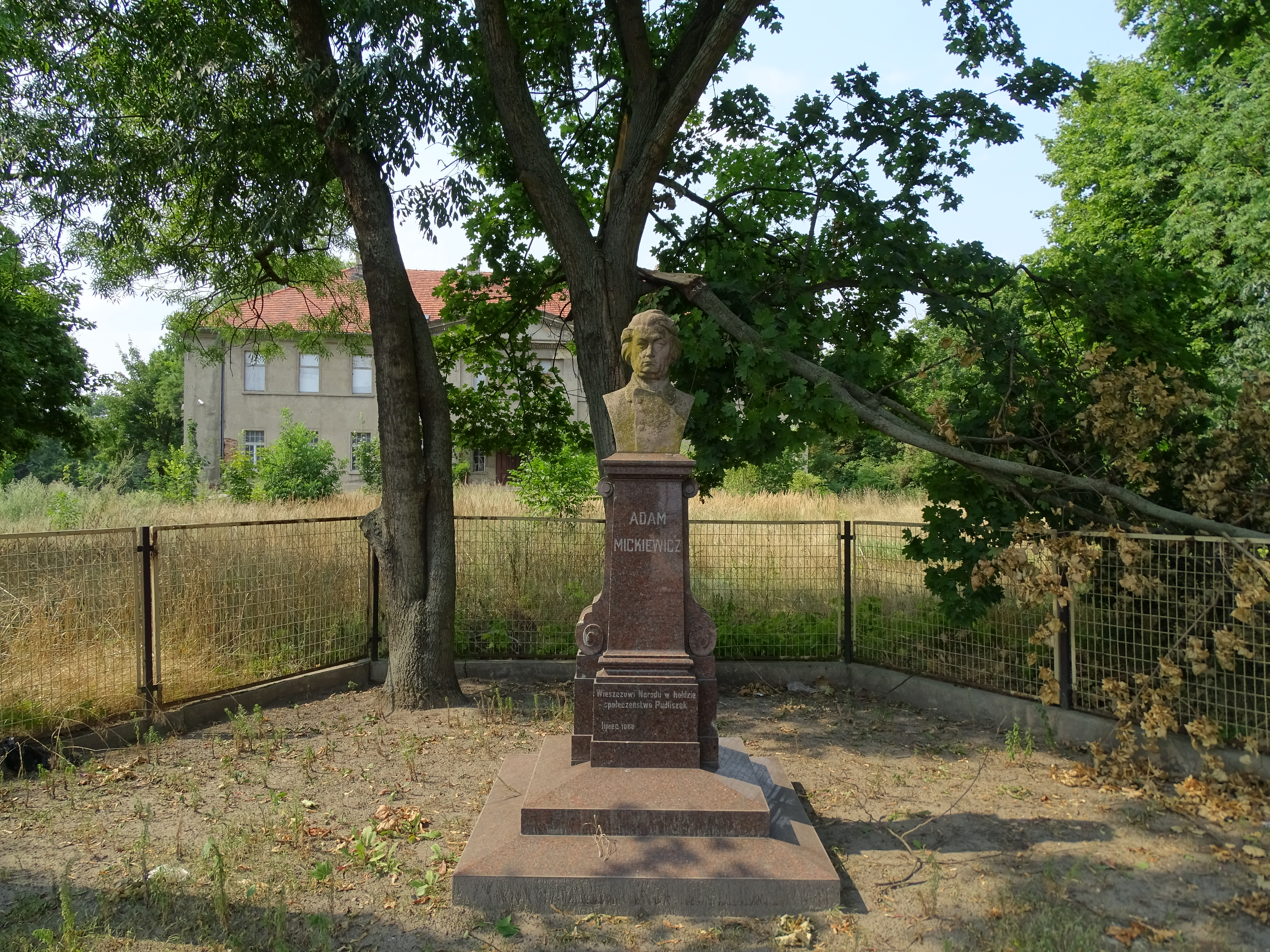
Adam-Mickiewicz-Denkmal. Im Hintergrund der Palast aus dem Jahr 1823.

Pudliszki [pu'dliʃci] (deutsch Pudlischki, 1939–45 Großgarten) ist ein Dorf in Polen in der Woiwodschaft Großpolen in der Gemeinde Krobia.

## Geographische Lage
Pudliszki liegt etwa fünf Kilometer westlich von der Stadt Krobia am linken Ufer des kleinen Flusses Polski Rów, einem rechten Zufluss des Barycz im Großraum Leszno.

## Geschichte
Unweit des Dorfes befinden sich Urnengräber aus der Kurgankultur. In elf geöffneten Gräbern fanden sich als Grabbeigaben Sicheln, Armbänder und Nadeln aus der Zeit von etwa 700 bis 400 v. Chr. sowie Spuren eines Befestigungswalls aus dem 10. Jahrhundert. In dieser Zeit siedelten Skandinavier des Geschlechts der Awdańce, später der Lelewit. Im 13. Jahrhundert wurde die Gegend Eigentum eines Klosters der Zisterzienser. Ende des 14., Anfang des 15. Jahrhunderts erhielt Marcin Pudliszko das Gebiet zwischen den Dörfern Kokoszk und Adamów für seine Verdienste im Krieg.
Später bestätigten Urkunden die Existenz eines Dorfes. So verkaufte 1688 Krzysztofow Gorzeński das Dorf an  Andrzej Gostyński. In der ersten Hälfte des 18. Jahrhunderts erbte Andrzej Wilczyński das Dorf und verpachtete es an Wojciech Morawski. Wilczyński verpfändete später den Boden, und Morawski erwarb es dann. 1783 wurde der Sohn Morawskis Franciszek Morawski geboren. Dieser war später General, Adjutant von Jan Henryk Dąbrowski, Botschafter und Kriegsminister. 1823 ging Pudliszki in das Eigentum der Familie Łubieńscy über. Deren jüngster Sohn Feliks Łubieński war später Minister für Recht im Herzogtum Warschau.

## Kultur und Sehenswürdigkeiten

### Bauwerke
1823 wurde der klassizistische Palast unter Józef Łubieński wieder aufgebaut. Der Palast hatte einen Keller sowie ein bewohnbares Dachgeschoss. Während der Zeit Jósef Łubieńskis wurden unter anderem 1831 Adam Mickiewicz, und 1842 sowie 1846 Cyprian Kamil Norwid empfangen.
Später wurde der Palast vielfach umgebaut. Gegenwärtig ist er in gutem Zustand und zum Teil bewohnt.
Das Dach ist vierseitig. Die Fassade wird von einem Risalit gebildet, der durch Pilaster gemäß der Ionischen Ordnung geteilt wird und dreigeteilt ist.

### Sport
Ende der 1970er, Anfang der 1980er Jahre wurde ein Stadion errichtet. Er wird unter anderem vom Sportklub Zjednoczeni genutzt.

## Wirtschaft und Infrastruktur

### Ansässige Unternehmen
Das wichtigste Unternehmen ist Pudliszki SA. Die Geschichte der Lebensmittelproduktion in Pudliszki blickt auf eine lange Tradition zurück. So gründete Józef Łubieński eine der ersten Zuckerfabriken Großpolens. Der spätere Eigentümer Kennemann schloss die Zuckerfabrik und eröffnete eine profitträchtigere Brennerei. 1919 kaufte der Landwirtschaftsingenieur Stanisław Fenrych die Fabrik. Die Nachbarn, die den inzwischen schlechten Zustand des Unternehmens kannten, sagten, dass eher Birnen auf der Weide wachsen (gruszki na wierzbie, eine polnische Redewendung, um Unmögliches auszudrücken), als dass er damit Gewinn machen könnte. Er erwiderte, dass dies dann geschehen solle, und schon zwei Jahre später konnte sein Unternehmen Profit erwirtschaften. Daher entschied Fenrych, dass er Birnen an einer grünen Weide als sein Unternehmenslogo verwendete, und so geschieht es bis heute. In den ersten Jahren fand die Produktion im Keller des Palastes statt. Bereits 1923 wurde in einer neu errichteten Fabrik mit 200 Mitarbeitern produziert. 1927 finanzierte die Fabrik die Reise zweier Professoren der Piastenuniversität Posen nach London. Diese sollten dort die Produktionstechniken von Ketchup kennenlernen. Durch Übernahme dieser Technik konnte in Pudliszki mit einer eigenen Produktion begonnen werden. In den 1930er Jahren arbeiteten, trotz Rezession, etwa 800 Menschen hier. Produkte wurden in die USA, nach Frankreich und Deutschland exportiert. Während des Zweiten Weltkriegs unterstützen die Arbeiter der Fabrik heimlich die Insassen und Angehörigen von Lagern der Nationalsozialisten. Nach Ende des Krieges wurde der Betrieb verstaatlicht. Trotz allem wurde weiter investiert und das Unternehmen ausgebaut. 1994 wurde der Betrieb in eine Aktiengesellschaft umgewandelt. 1997 erwarb die H. J. Heinz Company die Mehrheit an der Aktiengesellschaft. Dies führte zu verstärkten Investitionen unter anderem in Umweltschutz. Das Unternehmen ist heute hauptsächlich mit der Verarbeitung von Tomaten sowie anderem Gemüse beschäftigt. Mit einer Produktion von etwa 6.100 Tonnen Tomatenmark ist das Unternehmen Marktführer Polens.